# 쿼츠 컴포저
쿼츠 컴포저(Quartz Composer)는 그래픽 데이터를 처리하고 렌더링하기 위해 macOS의 엑스코드 개발 환경의 일부로 제공되는 노드 그래프 시스템이다. 기조 연설이나 프리젠테이션을 위한 정교한 애니메이션을 만들고 애니메이션 화면 보호기를 만들 수 있다.
쿼츠 컴포저는 OpenGL(GLSL 포함), OpenCL(맥 OS X 스노 레퍼드 이상에서만), OpenAL, 코어 이미지, 코어 비디오, 자바스크립트 및 기타 기술을 사용하여 간단한 시각적 프로그래밍 패러다임을 중심으로 API 및 개발자 도구를 만든다. 애플은 쿼츠 기술을 운영 체제에 깊숙이 내장했다. 쿼츠 컴포저에서 생성된 작곡은 모든 퀵타임 인식 응용 프로그램(맥 OS X 타이거 이상에서만 가능)에서 독립형으로 재생되거나, 시스템 화면 보호기, 아이튠즈 비주얼라이저로, 쿼츠 컴포저 응용 프로그램, 제공된 사용자 인터페이스 위젯을 통한 코코아 또는 카본 애플리케이션 내부에서 재생될 수 있다. 쿼츠 컴포저는 아이폰 SDK에 포함되어 있지만 2015년 12월 기준 iOS 기기에서 쿼츠 컴포지션스(Quartz Compositions)를 실행할 수 있는 방법은 없다. macOS 카탈리나부터 쿼츠 컴포저 프레임워크는 더 이상 사용되지 않지만 호환성을 위해 여전히 존재한다.